# Суба (провінція)

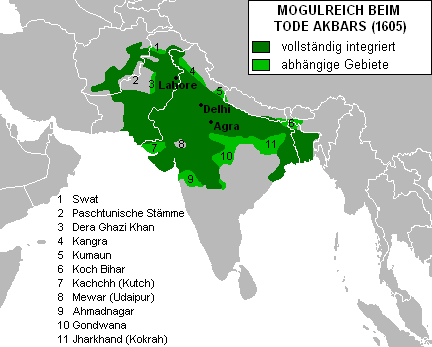
Імперія Великих Моголів наприкінці правління падишаха Акбара I

Суба — назва адміністративно-територіальної одиниці в імперії Великих Моголів у XVI—XVIII століттях.

## Опис
Суби складались з дрібніших територіальних одиниць — саркар (округів), а ті, у свою чергу, складались з первинних оподатковуваних адміністративних одиниць, що назтивались паргана або махалля. Кожну субу очолювали намісники (субадари), яких призначав падишах. Деякі намісники суб мали титул сіпахсалара або назіма. Інші чиновники суби призначались самими субадарами. На чолі саркарів стояли амалгузари, які відповідали за збирання податків, і фоудждари, які очолювали військовий гарнізон і виконували поліцейські функції у саркарі, а також допомагали амалгузарам збирати податки. Падишах Акбар призначав фоудждарів особисто, однак потім їх почали призначати субадари. Міста у субах очолювали котвали, які також виконували поліцейські та податкові функції. Субадарам підпорядковувались військові гарнізони на території суби, які поступово перейшли у їхнє особисте підпорядкування та використовувались у братерських війнах.

## Історія

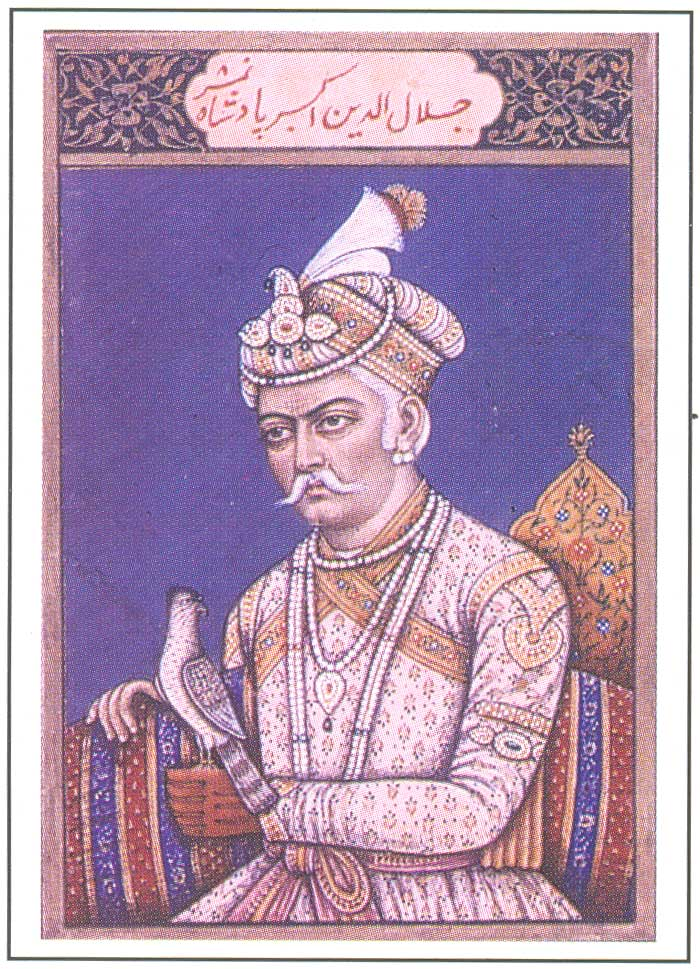
Падишах Акбар I Великий (1556—1605), який розділив імперію на суби

Територіальний поділ імперії на суби було проведено падишахом Акбаром під час його адміністративниїх реформ 1572—1580 років. Первинно імперію було розділено на 12 суб, однак до кінця царювання Акбара, завдяки його завоюванням у Декані, число суб сягнуло 15-ти (були додані Берарська, Дандеська (пізніше перейменована на Хандеську) й Ахмаднагарська (1636 року перейменована на Давлатабадську, а потім — на Аурангабадську) суби). За наступника Акбара, падишаха Джаханґіра, було утворено ще дві суби: зокрема, 1607 року з Бенгальської суби було виділено окрему Одіську субу.
До кінця царювання падишаха Шах Джахана імперія складалась уже з 22 суб. Правління того падишаха відзначилось суттєвою реорганізацією адміністративно-територіальної структури. 1636 року Шах-Джахан відокремив від Берарської суби саркар Телангана і створив з нього окрему субу, однак 1657 року приєднав її до Бідарської суби. 1629 року Агра була перейменована на Акбарабад, а 1648 року Делійську субу на честь нової столиці імперії було перейменовано на Шахджаханабадську. Кашмір був виділений в окрему субу з Кабульської суби, Татта — в окрему субу з Мултанської суби, Бідар — в окрему субу з Даулатабадської суби. У 1638—1648 роках Кандагар складав окрему субу, поки не був завойований Персією.
1636 року деканські володіння імперії були розподілені між чотирма субами: Берарською, Даулатабадською, Теланганською та Хандеською. 1656 року з Даулатабадської суби була виділена Бідарська суба, до якої наступного року була приєднана Теланганська суба.
За падишаха Аурангзеба було додатково створено Біджапурську (1686) та Хайдарабадську (1687) суби. За його правління імперія складалась з 21 суби. 1710 року була створена Аркотська суба на чолі з карнатакськими навабами.
На чолі суб падишах ставив, як правило, наближених до себе полководців і членів своєї династії. Часто один і той же сановник або шахзаде одночасно очолював кілька сусідніх суб, збираючи таким чином у своїх руках владу над істотною частиною імперії. У XVII столітті деканськими субами частіше керували одні й ті ж субадари, яких називали субадаром Декану (наприклад, майбутній падишах Аурангзеб двічі був субадаром Декану, керуючи одночасно усіма деканськими субами).
Із послабленням центральної влади в імперії за наступників Аурангзеба у XVIII столітті суби почали поступово виходити з-під влади падишаха, стаючи фактично незалежними державами. 1739 року до імперії вторгся перський Надір-шах, який розбив війська падишаха Мухаммада Шаха у Карнальській битві та захопив Делі. Та поразка різко підірвала політичний вплив падишахів у субах імперії, субадари яких один за одним почали перетворюватись на незалежних правителів. Імперія почала втрачати позиції під ударами своїх противників, втрачаючи субу за субою під ударами маратхів, афганців Дуррані та британців. Хайдарабад і Ауд 1724 року, Бенгалія 1740, деканські суби до середини XVIII століття стали самостійними князівствами на чолі з маратхськими правителями. Влада падишаха над субами ставала все більш примарною. У другій половині XVIII століття його фактична влада поширювалась лише на місто Делі та прилеглі райони.

## Перелік суб
| №   | Назва                                                | Регіон/Столиця | Утворення | Ліквідація                                 |
| --- | ---------------------------------------------------- | --- | --------- | ------------------------------------------ |
| 1.  | Кабульська суба                                      | Кабул | 1572      | ?                                          |
| 2.  | Лахорська суба                                       | Пенджаб/Лахор | 1572      | ?                                          |
| 3.  | Мултанська суба                                      | Пенджаб/Мултан | 1572      | ?                                          |
| 4.  | Аджмерська суба                                      | Раджпутана/Аджмер                                                                                                  | 1572      | ?                                          |
| 5.  | Гуджаратська суба                                    | Гуджарат/Ахмедабад                                                                                                 | 1572      | ?                                          |
| 6.  | Делійська (Шахджаханабадська) суба                   | Делі | 1572      | ?                                          |
| 7.  | Агрська (Акбарабадська) суба                         | Агра | 1572      | ?                                          |
| 8.  | Малавська суба                                       | Малава/Удджайн | 1572      | 1743 року перейшла під контроль маратхів   |
| 9.  | Аудська суба                                         | Ауд /Айодх'я | 1572—1580 | 1732 року стала незалежним князівством Ауд |
| 10. | Аллахабадська суба                                   | Сангам/Аллахабад                                                                                                   | 1572—1580 | ?                                          |
| 11. | Біхарська суба                                       | Біхар/Патна | 1572—1580 | ?                                          |
| 12. | Бенгальська суба                                     | Бенгалія/Танда (1574—1595), Раджмахал (1595—1610, 1639—1659), Дакка (1610—1639, 1660—1703), Муршідабад (1703—1757) | 1574      | 1757 року перейшла під контроль британців  |
| 13. | Берарська суба                                       | Берар/Балапур, Бурханпур, Еллічпур (від 1636)                                                                      | 1596      | 1724 року стала князівством Хайдарабад     |
| 14. | Хандеська (Дандеська) суба                           | Хандеш/Бурханпур                                                                                                   | 1601      | ?                                          |
| 15. | Ахмеднагарська (Даулатабадська, Аурангабадська) суба | Деккан/Ахмаднагар (1601—1636), Даулатабад (1636—1681), Аурангабад (від 1681)                                       | 1601—1635 | ?                                          |
| 16. | Одіська суба                                         | Одіша/Каттак | 1607      | 1751 року завойована Бхонсле               |
| 17. | Кашмірська суба                                      | Кашмір/Срінагар |           | 1753 року завойована Дуррані               |
| 18. | Таттська суба                                        | Сінд/Татта |           | 1739 року завойована Надір-шахом           |
| 19. | Кандагарська суба                                    | Кандагар | 1638      | 1648 року завойована Сефевідами            |
| 20. | Теланганська суба                                    | Телангана/Нандер                                                                                                   | 1636      | 1657 року приєднана до Бідарської суби     |
| 21. | Бідарська суба                                       | Декан/Бідар | 1656      | ?                                          |
| 22. | Біджапурська суба                                    | Декан/Біджапур | 1684      | ?                                          |
| 23. | Хайдарабадська суба                                  | Декан/Хайдарабад                                                                                                   | 1687      | 1724 року стала князівством Хайдарабад     |
| 24  | Аркотська суба                                       | Тамілнад/Аркот | 1710      | ?                                          |